# Ochsenkopf (Fichtelgebirge)
Der Ochsenkopf zwischen Warmensteinach, Fichtelberg und Bischofsgrün im oberfränkischen Landkreis Bayreuth ist mit 1024 m ü. NHN der zweithöchste Berg des Fichtelgebirges.
Auf dem Gipfel befinden sich ein weithin sichtbarer, 191,5 Meter hoher Fernsehturm und der bewirtschaftete Aussichtsturm „Asenturm“.

## Lage

Stratigraphisches Profil Bamberg – Bayreuth – Fichtelgebirge (Ochsenkopf und Schneeberg)

Naturräumlich gehört der Ochsenkopf zur Haupteinheit Hohes Fichtelgebirge (394).
Nur wenig östlich des Ochsenkopfs, oberhalb der Ortschaft Fichtelberg, entspringen der Weiße Main als rechter bzw. nördlicher Quellfluss des Mains sowie die Fichtelnaab, einer der Quellflüsse der Naab. Genau dort verläuft die Europäische Wasserscheide. Die Naab fließt nach Süden in Richtung Donau, der Main nach Westen zum Rhein.

## Name und Geschichte

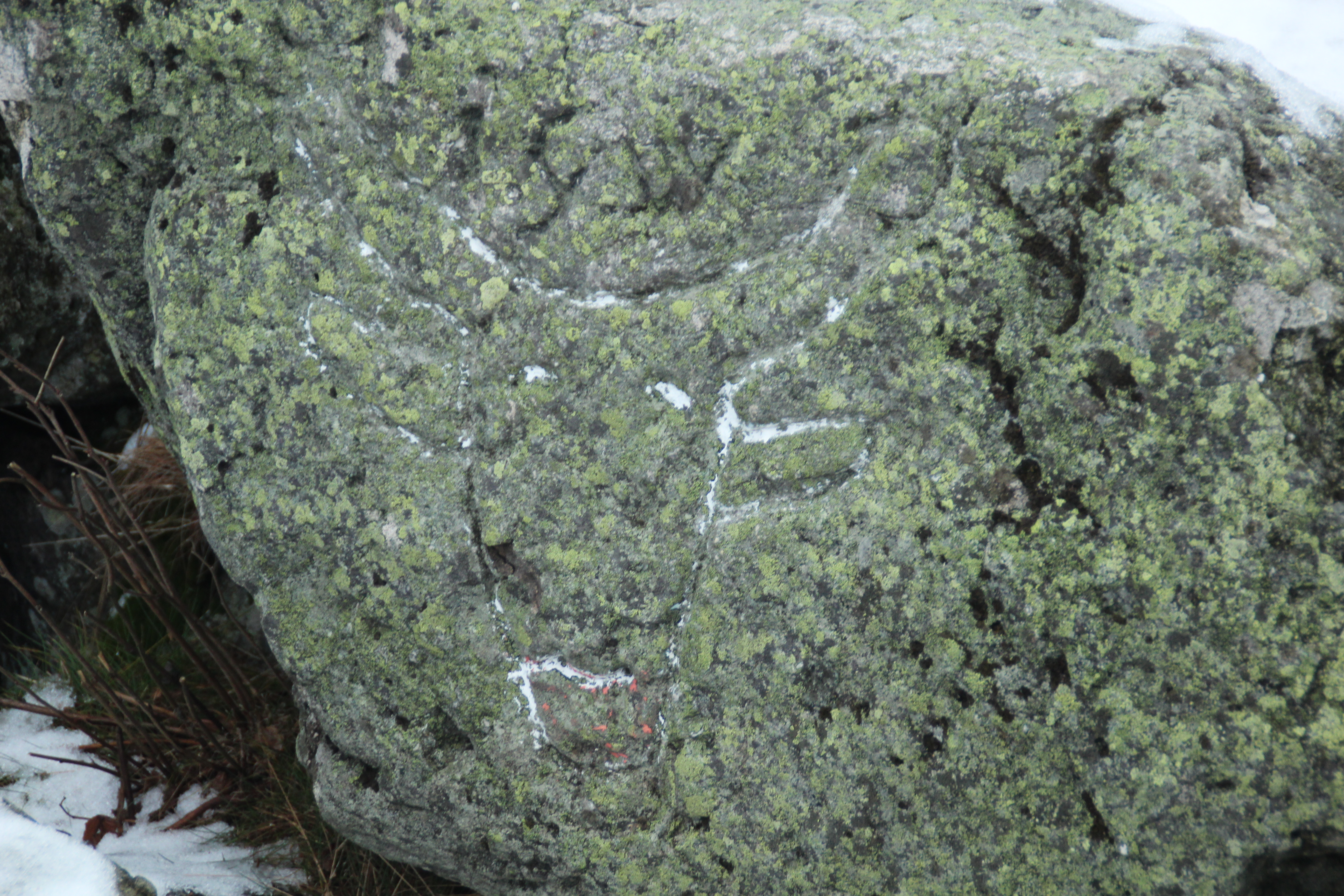
In Fels eingemeißeltes Stierhaupt auf dem Berggipfel

In alten Beschreibungen des Gebirges taucht der Name Ochsenkopf nicht auf. Der erste Beschreiber des Fichtelgebirges, Matthias von Kemnat (eigentlich Matthias Widmann, * 23. Februar 1429 in Kemnath), berichtete 1476: „Ein bergk, hoch, weitt, wolbekant ligt in Beiern, gnant der Fichtelberg“. In Grenzbeschreibungen 1499 und 1536 hieß der Berg „Vichtelberg“, wobei der Name bereits das gesamte Gebirge bezeichnete. Um 1317 erhielten die Herren von Hirschberg den „walt zu dem Vythenberge“ zu Lehen. Schon im 14. Jahrhundert wurde Eisen in der Grube „St. Veith“ am Südfuß des Ochsenkopfes gewonnen (Vyth → Veit → Fichtel). Der Name Ochsenkopf erscheint in Bergwerksakten erstmals im Jahr 1495, als Lorenz von Ploben aus Nürnberg das Bergwerk auf dem Fichtelberge „bei dem Ochsenkopf“ zu Lehen erhielt. Das dürfte ein Hinweis auf das in einen Fels eingemeißelte Stierhaupt auf dem Berggipfel sein, das noch zu sehen ist.
Johann Wolfgang von Goethe besuchte 1785 den Ochsenkopf und fertigte eine Zeichnung eines markanten Felsens an. Dessen genauer Standort war lange Zeit unbekannt, ehe er 1986 auf dem Gipfel, wenige Hundert Meter vom Asenturm entfernt, wiederentdeckt wurde.
Der in Brand in der Oberpfalz geborene Komponist Max Reger wanderte am 14. August 1901 anlässlich einer „Ochsenkopfpartie“ von Mehlmeisel aus auf den Berg. Zwei Fotografien dokumentieren dies: Reger sitzt breitbeinig auf einem Wollsackfelsen. 2021 wurde dieser „Max-Reger-Fels“ wiederentdeckt. Er liegt am Wanderweg von Fichtelberg (Naabquellenweg) zur Fichtelnaabquelle und zum Ochsenkopf, 400 Meter nach Ortsende. Am 14. August 2021 wurde er als Gedenkplatz eingeweiht.
Während des Zweiten Weltkriegs diente der Ochsenkopf der Luftwaffe für die strategische Luftkriegsführung. Bereits 1938 begann die Luftnachrichtenabteilung 100, auf dem Ochsenkopf einen Peilsender für die Kreuzpeilung zu errichten. Es handelte sich um einen 35 Meter hohen, mit Holz verschalten Turm, der mit einer Richtfunkantenne ausgestattet war. Die Luftnachrichtensoldaten waren auf dem Schneeberg untergebracht, wohin die Anlage später verlagert wurde. Im Juli 1943 hatte ein deutsches Kampfflugzeug des Typs Dornier Do 217 E-4, das zum den Peilsender betreibenden Zielfindergeschwader gehörte, am Ochsenkopf Bodenberührung und stürzte in den Wald.

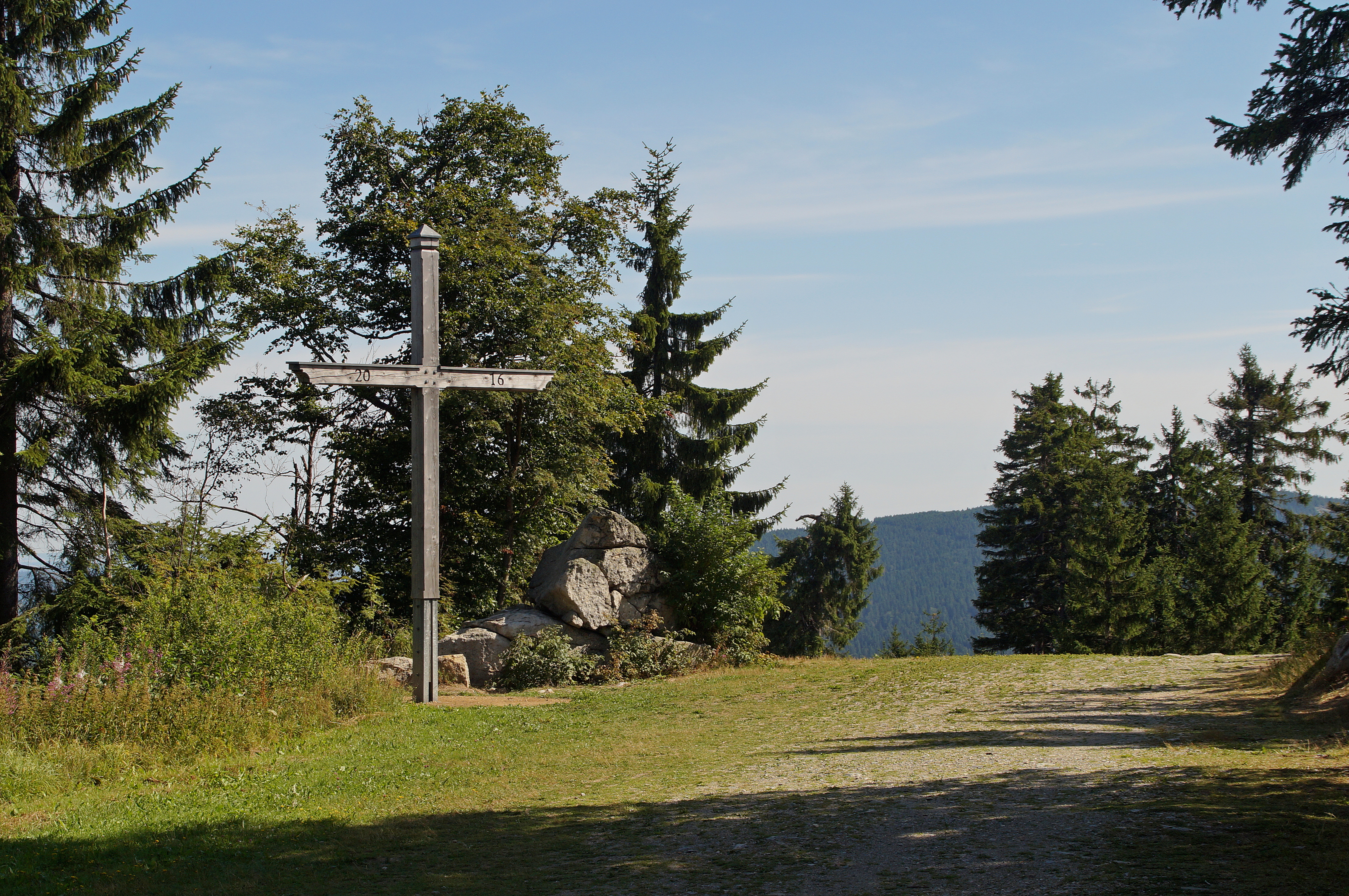
Gipfelkreuz
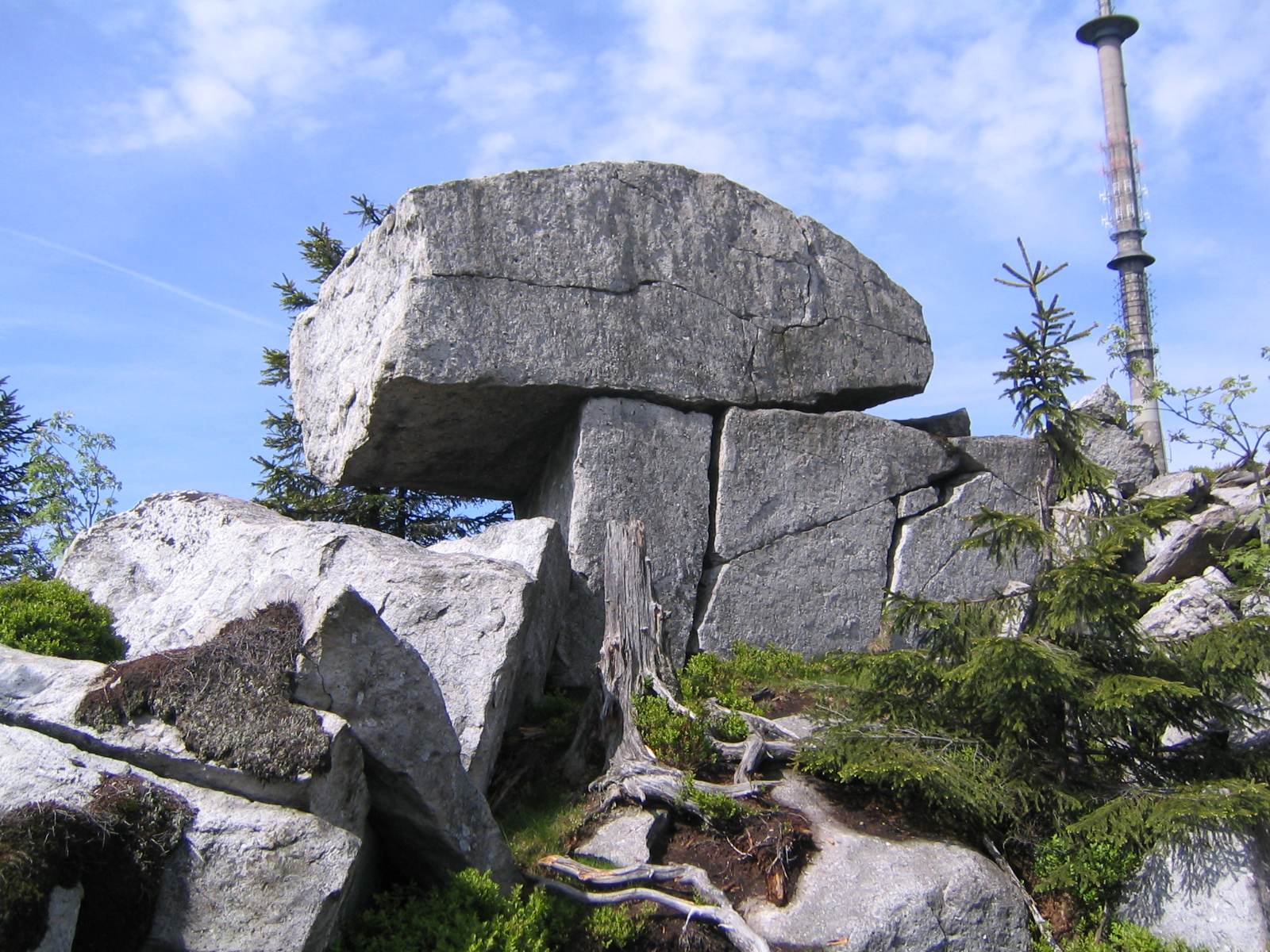
Goethefelsen
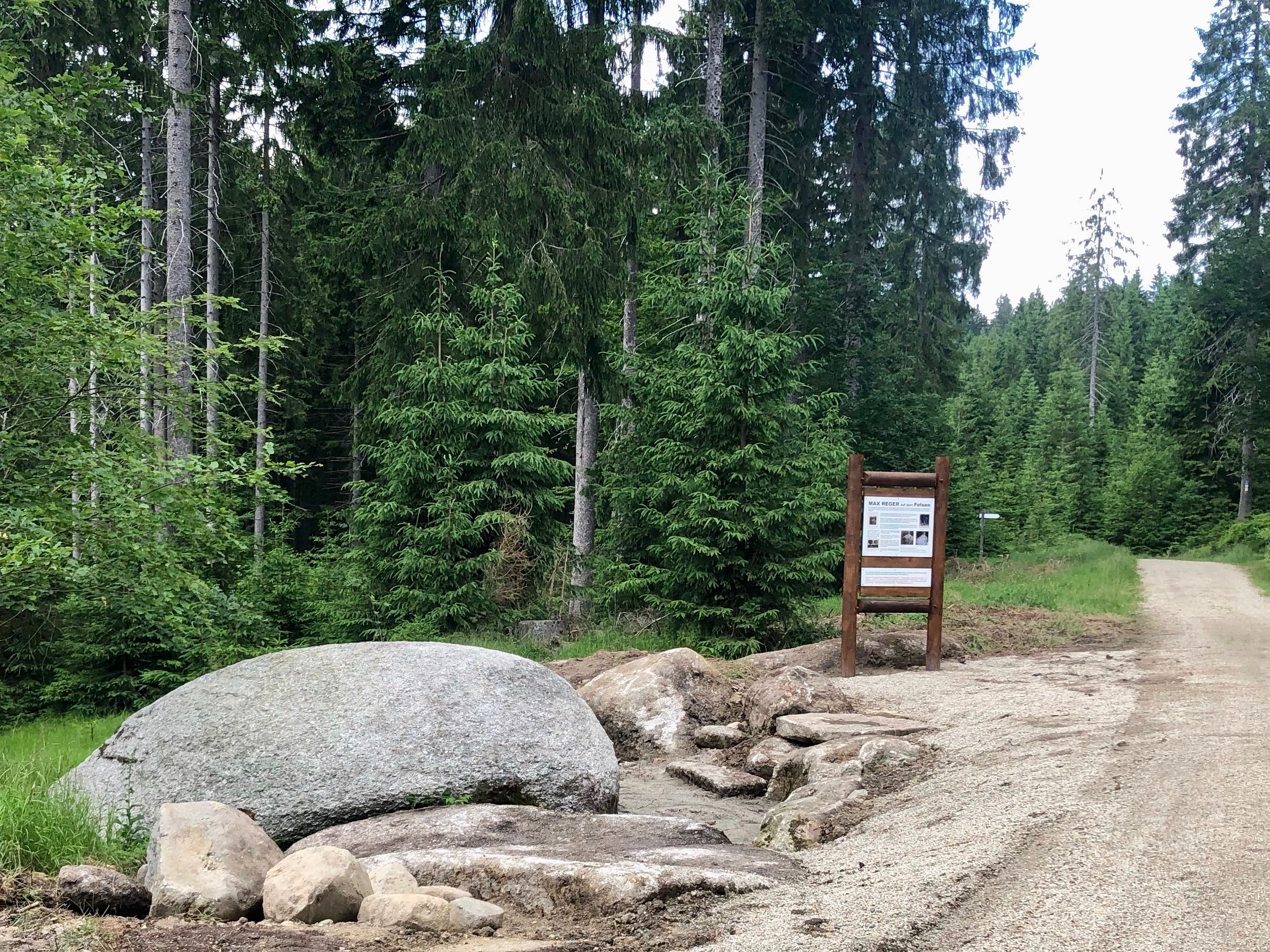
Gedenkplatz Max-Reger-Fels
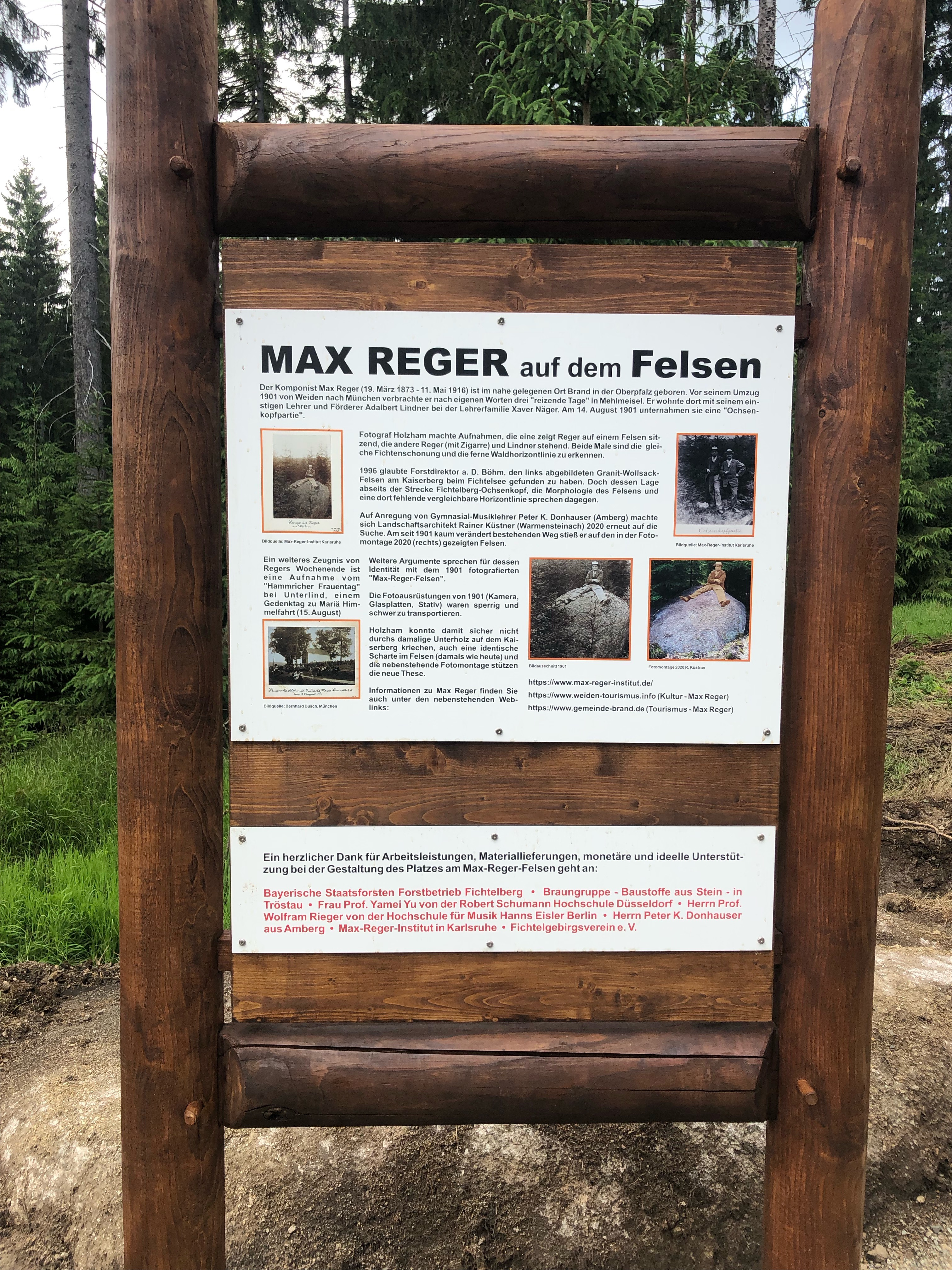
Gedenktafel am Max-Reger-Fels

## Asenturm

1921 zusammengebrochener hölzerner Aussichtsturm

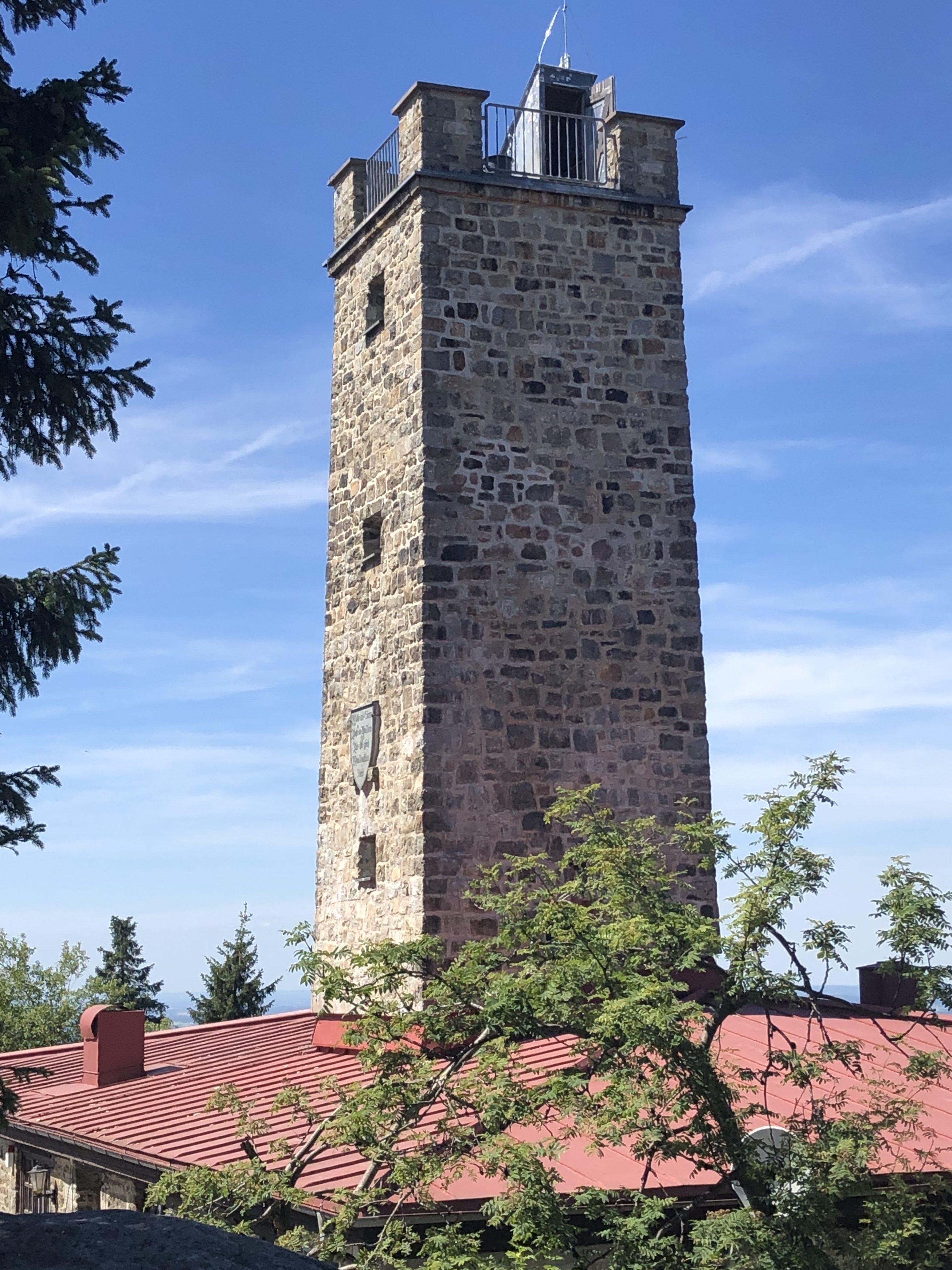
Asenturm mit Gaststätte im Sockelgeschoss

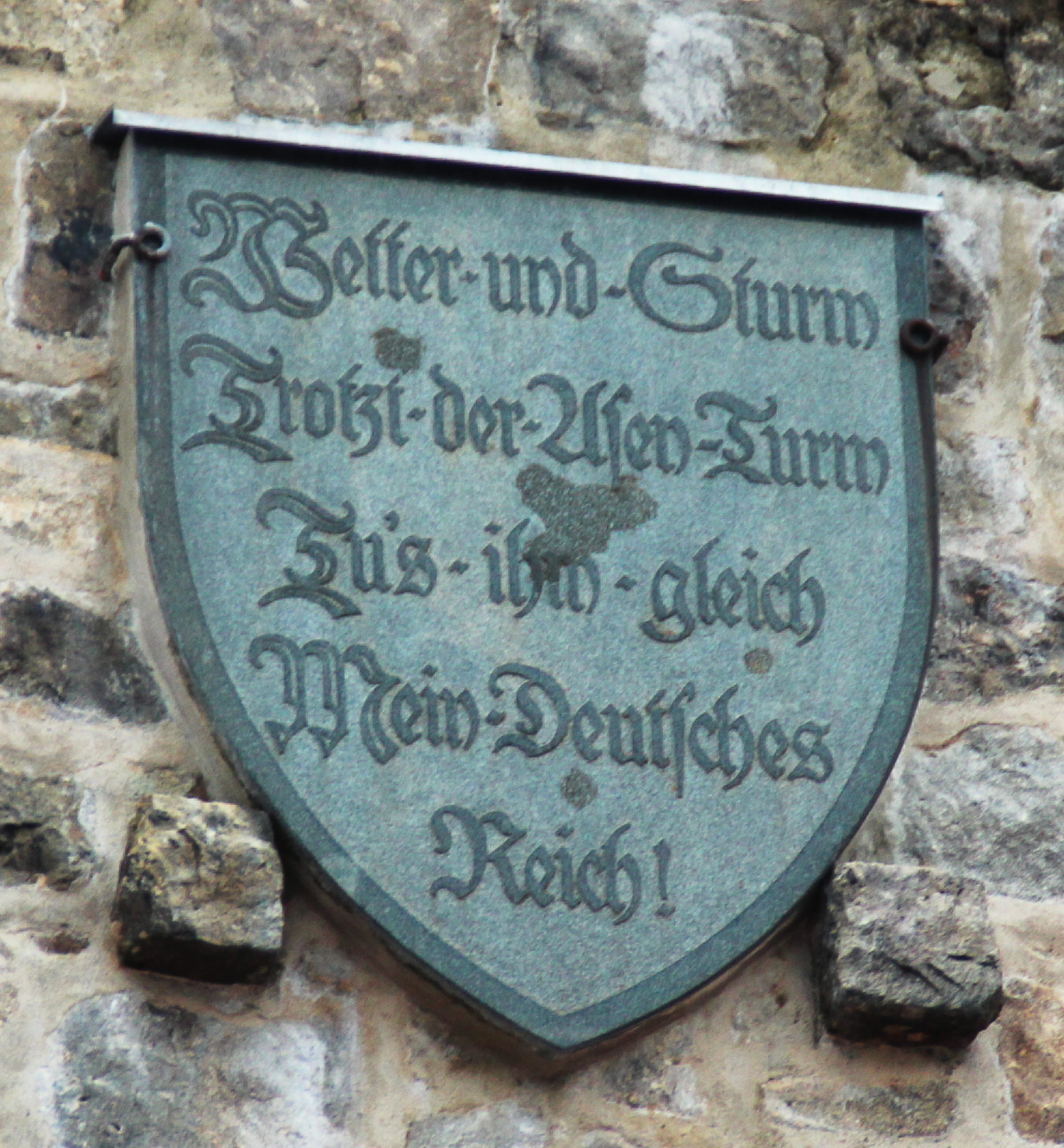
Hackerscher Sinnspruch am Asenturm

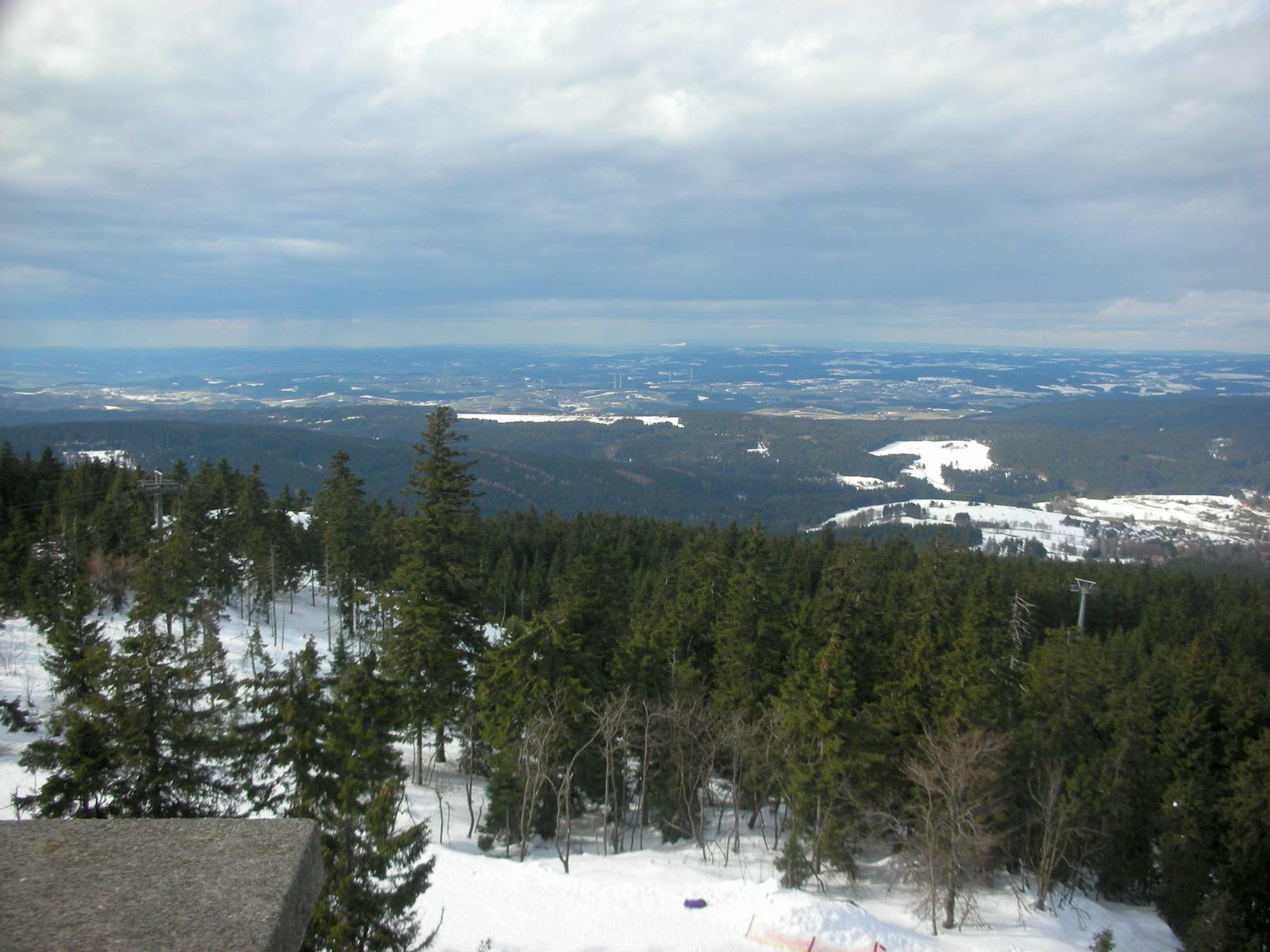
Blick vom Asenturm nach Nordwesten

1878 bei der Gründung der Sektion Fichtelgebirg des Deutsch-Österreichischen Alpenvereins (Vorgängerin des Fichtelgebirgsvereins) gab es auf dem Ochsenkopf bereits eine Aussichtswarte, ein Holzgerüst der Landesvermessung. 1876 hatte man dort eine steinerne Vermessungssäule aufgerichtet (Sächsischer Vermessungspfeiler, heute noch vorhanden) und mit einem Holzgerüst umgeben. Später wurde dieses Gerüst als Aussichtsturm hergerichtet und etwas erhöht, doch 1894 war der Bau „sehr wacklich“, wird berichtet. Der Fichtelgebirgsverein (FGV) besserte dieses Bauwerk immer wieder aus. Forstmeister List aus Bischofsgrün ließ 1896 den Turm umbauen und um zehn Meter erhöhen. 1914 hatte ihm das Gipfelwetter bereits erheblich zugesetzt; 1920 war er so morsch und baufällig, dass er nicht mehr bestiegen werden konnte. Im Jahr 1921 stürzte der hölzerne Turm ein.
Am 21. Dezember 1902 beantragte die FGV-Ortsgruppe Bischofsgrün beim FGV-Hauptverein den Bau eines festen Steinturmes und überwies einen Grundstock von 230 Mark als erste Rate. Es wurde zwar der Beschluss für einen Turmbau gefasst, doch es vergingen noch Jahre bis zur Verwirklichung des Projektes, da der Erste Weltkrieg alle Pläne vorerst zunichtemachte. Erst 1922 griff die FGV-Hauptversammlung den einstigen Beschluss zum Turmbau wieder auf und bestimmte, dass die beteiligten FGV-Ortsgruppen in „tunlichster Beschleunigung“ die Unterlagen für einen Neubau beizubringen hätten.
Inzwischen wurden am 14. Mai 1922 auch die Pläne des Bayreuther Architekten Hans Reissinger vorgelegt, die großen Beifall fanden. Schwierig gestaltete sich die Beschaffung der notwendigen Geldmittel, man entschloss sich trotz der beginnenden Inflation für eine Spendenaktion unter den FGV-Ortsgruppen. Der Chronist schrieb damals: „Was halfen denn alle diese Papierscheine, die im Verlauf von Tagen und später sogar von Stunden wertlos geworden sind“. Trotz aller Schwierigkeiten begann die Firma Häffner & Keil aus Bayreuth 1922 mit dem Turmbau, und als das Geld knapp wurde, waren es die FGV-Mitglieder, die sich am Turmbau als Hilfskräfte beteiligten.
Sie waren in Grassemann und Fichtelberg untergebracht und begaben sich täglich an ihre Arbeitsstätte auf dem Berggipfel. Auch die Bischofsgrüner Schulen stellten sich in den Dienst der Sache, Schüler transportierten mit Rucksäcken Baumaterial zum Berggipfel. In den Wintermonaten ruhte die Bautätigkeit; sie wurde im Mai 1923 wieder aufgenommen und als der FGV wieder vor leeren Kassen stand, packten Mitglieder der FGV-Ortsgruppen Hof, Bayreuth, Bischofsgrün, Fichtelberg, Münchberg und Schwarzenbach tatkräftig zu. Am 26. August 1923 konnte der Asenturm mit seinem kleinen Umbau als Wirtschaftsraum feierlich der Öffentlichkeit übergeben werden. Aus allen Richtungen waren 5000 Menschen, teilweise mit Sonderzügen angereist, zum Gipfel des Ochsenkopfes geströmt. Fanfaren erklangen und „kerndeutsche“ Reden wurden gehalten, wie der Chronist berichtet. Die Ausgaben für den Turmbau beliefen sich auf 2,5 Milliarden Mark.
Anscheinend gab es anfangs Schwierigkeiten bei der Namensfindung für den Aussichtsturm, denn verschiedene FGV-Ortsgruppen wehrten sich gegen den Namen Bayreuther Turm, der ins Gespräch gebracht wurde. Auch bezüglich des Sinnspruchs für die Steintafel am Turm gab es verschiedene Meinungen, er müsse für alle Zeiten Inhalt haben, war die Meinung. Professor Ludwig Hacker aus Wunsiedel hatte folgenden Spruch vorgeschlagen: „Wetter und Sturm trotzt der Asenturm, Tu’s ihm gleich, mein deutsches Reich!“. Lebhaft wurde im seinerzeitigen FGV-Hauptausschuss über diesen Vorschlag diskutiert. Die Befürworter meinten, dass der Ochsenkopf schon immer ein heiliger Berg gewesen sei, wo die Asen, die germanischen Gottheiten wohnten. Gegner des Namens wiesen darauf hin, dass es keinerlei Anzeichen dafür gebe, dass hier eine germanische Kultur nachweisbar sei, weshalb der Name Asenturm abzulehnen sei. Nach einer Kampfabstimmung wurde dann doch der Hackersche Sinnspruch mit 12 gegen 4 Stimmen angenommen.

## Einrichtung der Landesvermessung
Der Gipfel des Ochsenkopfes spielte bei geografischen Vermessungen schon immer eine bedeutende Rolle. Die ersten genaueren Vermessungen im Fichtelgebirge fielen in die Regierungszeit des Bayreuther Markgrafen Friedrich, der von 1735 bis 1763 regierte. Der berühmte französische Kartograph und Direktor der Sternwarte in Paris, César François Cassini de Thury weilte 1761 in Bayreuth und führte Dreiecksmessungen in der Umgebung der Residenzstadt durch. Auch er wählte den Ochsenkopf als trigonometrischen Ausgangspunkt. Der Markgraf begleitete den Gelehrten persönlich bis zum Berggipfel und interessierte sich für die Arbeiten mit den Messinstrumenten. Der Fichtelgebirgsverein erinnert an diesen hohen Besuch mit einem Steinschild am Asenturm mit der Aufschrift „1761 weilte hier Markgraf Friedrich mit dem Gelehrten Cassini“. Die Vermessungsunterlagen befinden sich im Staatsarchiv.
Aus den Aufzeichnungen des Bischofsgrüner Pfarrers Heinrich Scherber in seinem Buch Umsichten auf den Ochsenkopf geht hervor, dass Bernhard von Lindenau von der Sternwarte Gotha im Oktober 1808 Messinstrumente bei einer freistehenden Felsmauer auf dem Ochsenkopf aufstellte. Er ließ auch ein trigonometrisches Zeichen in Form einer Holzpyramide errichten, die übrigens auch als erster Aussichtsturm verwendet wurde. Neben Gradmessungen führte von Lindau auch Höhenmessungen durch und trug durch seine wissenschaftlichen Veröffentlichungen wesentlich zur Kenntnis des Fichtelgebirges bei. Die Ochsenkopf Pyramide wurde 1850 durch ein in den Fels gehauenes Kreuz und 4 Nebenversicherungen (Kreuze im Felsen) versichert. Zum das Zentrum bezeichnenden Kreuz wurden im Jahr 1879 noch die Buchstaben HDNP eingemeißelt. Der Punkt liegt etwa 12 Meter südlich der Südecke der Asenturm-Gaststätte. 1876 errichtete die königlich-sächsische Landesvermessung unter der Leitung von Professor Nagel in der Nähe des H.D.N.P einen Steinpfeiler in Obeliskform, der für Zwecke der europäischen Gradmessung verwendet wurde. Da die sächsische Regierung damals die Errichtung und Finanzierung dieses Pfeilers besorgte, ging er als Sächsischer Vermessungspfeiler in die Geschichte ein. Der noch sichtbare Obelisk ist der Rest des Pfeilers, der ursprünglich wesentlich höher war.

## Ochsenkopf-Proterobas
Der grüne Ochsenkopf-Proterobas ist ein Hartgestein. Das Ganggestein aus dem Perm ist ein Lamprophyr, das zwischen Bischofsgrün und Fichtelberg vorkommt. Es durchzieht den Ochsenkopf als Gang in einer Länge von etwa 8 km und einer Breite von 5 bis 30 Metern in Südost-Nordwestrichtung. Dieser Naturstein ist wie Granit verwitterungsbeständig und kann poliert werden. Im Dritten Reich wurde er von Arno Breker, Fritz Klimsch, Josef Thorak und Artur Sansoni für Steinbildhauerarbeiten bevorzugt verwendet, da es wie Granit aussieht, aber nicht seine Härte erreicht. Verwendet wurde dieses Gestein auch im Bauwesen für Boden- und Treppenbeläge, Wandplatten, Mauer- und Bordsteine.
Seit dem 15. Jahrhundert wurde Proterobas zu Glasknöpfen und Hohlgläsern geschmolzen. Bei archäologischen Ausgrabungen wurde festgestellt, dass das Steinmaterial ab Mitte des 17. Jahrhunderts in einer Glashütte im Waldgebiet Wolfslohe bei 1300 °C geschmolzen und bei 700 bis 1000 °C zu schwarzen Glasknöpfen und Glasperlen verarbeitet wurde. In Bischofsgrün wurden im späten 17. Jahrhundert die sogenannten Ochsenkopfgläser gefertigt.

## Orte rund um den Ochsenkopf
- Bischofsgrün
- Fichtelberg
- Mehlmeisel
- Warmensteinach

## Tourismus und Sport

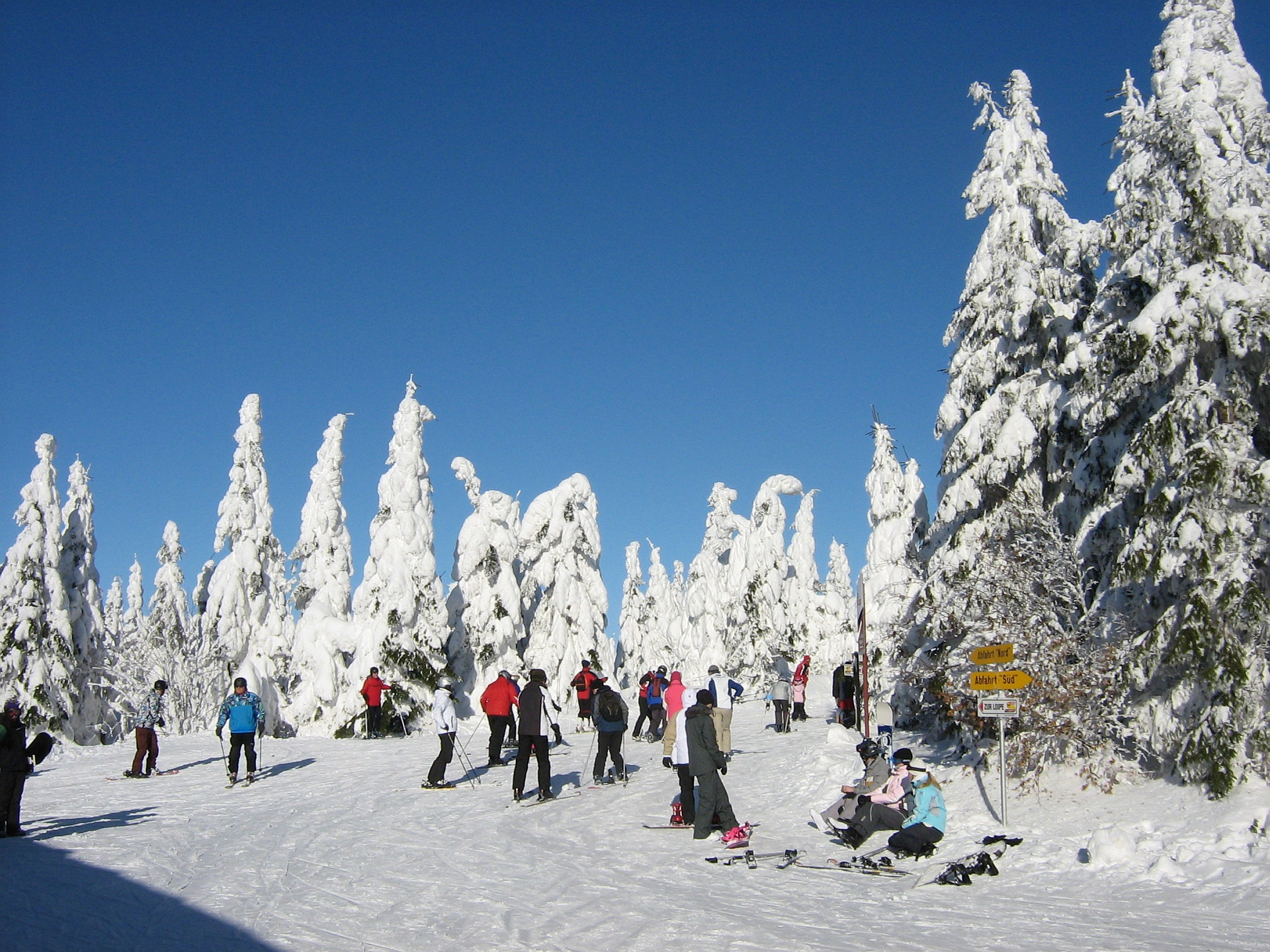
Skifahrer am Ochsenkopf-Gipfel

Zum Ochsenkopf führt aus Süden und Norden jeweils ein Sessellift. Die Talstationen befinden sich im Norden in der Ortschaft Bischofsgrün und im Süden in Fleckl, einem Ortsteil der Gemeinde Warmensteinach.
Im Winter wird am Ochsenkopf Skisport betrieben. Es gibt dort mehrere Skisprungschanzen. Im Sommer können der Bikepark und die Sommerrodelbahnen benutzt werden. Diese Bahnen, je eine Edelstahl-Wannenbahn und ein schienengeführter Alpine-Coaster (Name: Coaster Ochsenkopf) mit Bergauf-Lifter, sind von der Talstation Nord aus erreichbar. Außerdem gibt es dort seit Juli 2007 einen Kletterwald und seit 2011 einen Ziplinepark für Einzelpersonen und Gruppen.
Tradition ist es, dass in fränkischen Städten die Ochsenkopf-Fahne gehisst wird, um auf den Wintersport dort aufmerksam zu machen. Die Fahne ist unter anderem am Hauptbahnhof in Nürnberg oder beim Weihnachtsmarkt in der Hofer Altstadt zu sehen.

## Seilbahnen
Ein erster Sessellift führte seit 1969 von Warmensteinach aus auf den Ochsenkopf. In der Folge sollten dort Anfang 1970 die Wettkämpfe im Langlauf, im Sprunglauf und in der nordischen Kombination der deutschen Hochschulmeisterschaften der Skiläufer ausgetragen werden. Im Jahr 2023 wurde der Sessellift Nord durch eine Gondelbahn ersetzt, 2024 dann jener der Südseite.

## Sendeanlagen

Sender Ochsenkopf vor der DVB-T-Umstellung (2007)

Der 1958 fertiggestellte Fernsehturm auf dem Gipfel des Ochsenkopfs dient als Sendeturm (Sender Ochsenkopf) für Ultrakurzwelle, Digitalradio und digitale Fernsehprogramme des Bayerischen Rundfunks. Nach diesem benannt war die Ochsenkopfantenne, die in der südlichen DDR zum Empfang westlicher Rundfunk- und Fernsehprogramme diente.